# پارک ملی انیوسکی
پارک ملی انیوسکی (به لاتین: Anyuysky National Park) یک پارک ملی در روسیه است که در سرزمین خاباروفسک واقع شده‌است.